# Rubus nesiotes
Rubus nesiotes är en rosväxtart som beskrevs av Wilhelm Olbers Focke. Rubus nesiotes ingår i släktet rubusar, och familjen rosväxter. Inga underarter finns listade i Catalogue of Life.